# 粕谷
粕谷（日语：／ Kasuya */?）是東京都世田谷區的町名。現行行政地名為粕谷一丁目至四丁目。2013年9月1日為止的人口有10,882人。已實施住居表示。郵遞區號157-0063。

## 地理
位於世田谷區北部，屬烏山地域。周圍鄰接南烏山、八幡山、船橋、千歲台、祖師谷、上祖師谷各町。町內有蘆花恆春園。

## 歷史
過去為舊武藏國荏原郡粕谷村。1889年（明治22年）町村制施行，為千歲村大字粕谷。1936年（昭和11年）編入世田谷區，為同區粕谷町。1970年（昭和45年）11月1日實施住居表示，粕谷町大半與舊祖師谷一丁目、烏山町、廻澤町、船橋町各一部分合併為現行的粕谷一丁目至四丁目。

### 地名由來
傳聞鎌倉時代是豪族粕谷三郎兼時居住地而得名。

## 設施
- 蘆花恆春園（蘆花公園）
- 世田谷區立蘆花小學校
- 世田谷區立蘆花中學校
- 都立蘆花高校
- 粕谷區民中心
- 世田谷自動車學校

## 備註
1. ↑  .   [2013-10-04]. （原始内容存档于2014-07-19）.
2. ↑  烏山地域の地名の由来 - 世田谷区 的存檔，存档日期2013-10-04.